# Omar Ramírez
Omar Ramírez Lara (ur. 6 sierpnia 1973 w Toluce) – meksykański piłkarz, trener piłkarski, od 2024 roku prowadzi Mexicali.
Ramírez pochodzi z miasta Toluca i od wczesnych lat był związany z tamtejszą uczelnią Universidad Autónoma del Estado de México (UAEM). Jako zawodnik przez pięć lat występował na pozycji obrońcy lub napastnika w uczelnianej drużynie Potros UAEM na poziomie trzeciej ligi meksykańskiej. Na tym samym szczeblu rozgrywkowym reprezentował również barwy zespołów Valle de Bravo i América Zitácuaro. Po zakończeniu kariery piłkarskiej ukończył studia prawnicze na UAEM ze specjalizacją adwokacką.
Niedługo potem został trenerem uniwersyteckich drużyn juniorskich, odnosząc różne sukcesy w kategoriach młodzieżowych. Po wyrobieniu licencji szkoleniowej został trenerem reprezentacji uczelnianej UAEM, z którą zdobył złoty medal na ogólnokrajowej uniwersjadzie (2011). W czerwcu 2013 objął trzecioligowy Potros UAEM, z którym dwukrotnie zdobywał mistrzostwo rozgrywek Segunda División (sezony Apertura 2014, Apertura 2015), zaś w 2016 wprowadził go do drugiej ligi – Ascenso MX. Został zwolniony ze stanowiska w listopadzie 2017 po słabym sezonie (ostatnie miejsce w tabeli).